# Pauline Garon
Pour les articles homonymes, voir Garon (homonymie).
Pauline Garon (9 septembre 1898 - 30 août 1965) est une actrice américano-canadienne du cinéma.

## Jeunesse
Pauline Garon avait des origines à la fois française (par son père) et irlandaise (par sa mère) et ne parla anglais qu'à partir de l'âge de dix ans.
Cadette d'une fratrie de onze enfants, elle fut envoyée au Couvent du Sacré-Cœur, l'une des plus prestigieuses écoles de la ville, où elle fut la première diplômée à jouer au théâtre.
À 20 ans, elle partit pour New York, où elle trouva du travail à Broadway, apparaissant dans des spectacles tels que Buddies et Sonny.
Elle fit ses débuts au cinéma en tant que doublure dans le film Remodeling Her Husband.
On la disait être une protégée de Lillian Gish.

## Carrière
Elle s'était associée à D. W. Griffith quand elle arriva à Hollywood en 1920. Elle obtint un an plus tard son premier rôle important dans The Power Within.
En 1923, elle fut acclamée comme la grand découverte de Cecil B. DeMille ("The DeMille Blonde") qui l'avait dirigée dans La Rançon d'un trône. Celle même année, elle fut aussi désignée WAMPAS Baby Star. Mais même avant cette "découverte", elle avait déjà été remarquée dans Reported Missing aux côtés d'Owen Moore. Elle avait aussi reçu une bonne critique pour son rôle dans Sonny, adaptation par Henry King d'une pièce de Broadway produite par la First National.
Pauline Garon faisait au moins cinq films au plus fort de sa popularité, des rôles principaux (de flapper et mauvaise maîtresse) dans des séries B et des rôles secondaires dans des films plus glamour, et, avec Gloria Swanson, elle était au générique de The Love of Sunya, film projeté lors de l'inauguration du fastueux Roxy Theater de New York en 1927.
Puis, à partir de 1928, sa carrière commença à décliner et Pauline Garon fit principalement des remakes en français de films de la Paramount avant de n'avoir que de petits rôles non crédités dans des films comme Qu'elle était verte ma vallée (où elle n'a littéralement qu'un seul mot à dire) ou La Huitième femme de Barbe-Bleue.

## Décès
Pauline Garon mourut à 63 ans à San Bernardino dans une institution psychiatrique.

## Filmographie sélective
- 1921 : The Power Within
- 1922 : Sonny

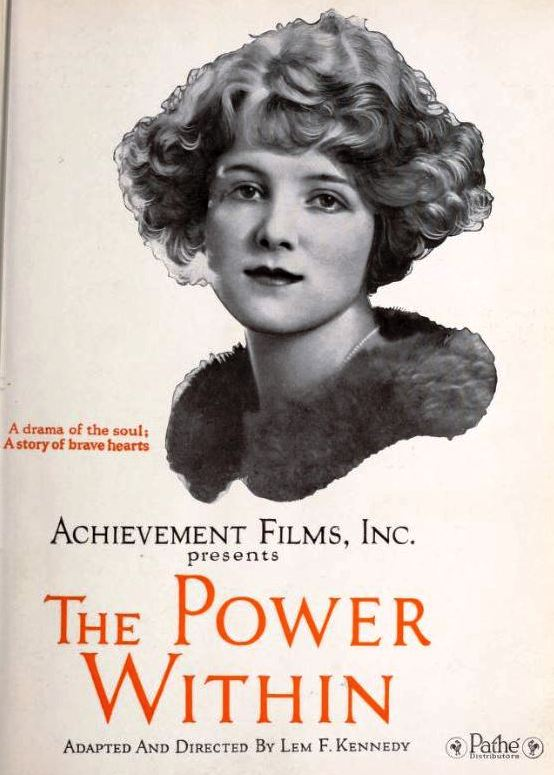
Pauline Garon dans une publicité pour le film The Power Within (1921).

- 1922 : Le Réquisitoire (Manslaughter) de Cecil B. DeMille
- 1923 : Celles qui souffrent
- 1923 : La Rançon d'un trône
- 1923 : Le Cœur et la dot
- 1924 : Wine of Youth de King Vidor
- 1924 : The Turmoil de Hobart Henley
- 1925 : Compromise d'Alan Crosland
- 1927 : Vedettes par intérim
- 1927 : Driven from Home de James Young
- 1927 : The Love of Sunya d'Albert Parker
- 1929 : La Revue des revues (The Show of Shows) de John G. Adolfi
- 1934 : Wonder Bar de Lloyd Bacon
- 1934 : Lost in the Stratosphere de Melville W. Brown
- 1934 : La Veuve joyeuse (The Merry Widow) d'Ernst Lubitsch
- 1935 : Becky Sharp de Rouben Mamoulian et Lowell Sherman
- 1935 : L'Intruse (Dangerous) d'Alfred E. Green
- 1936 : Colleen (en) d'Alfred E. Green
- 1937 : L'Entreprenant Monsieur Petrov (Shall We Dance) de Mark Sandrich
- 1938 : La Huitième Femme de Barbe-Bleue (Bluebeard's Eighth Wife) d'Ernst Lubitsch
- 1940 : Le Roman de Lillian Russell (Lillian Russell) d'Irving Cummings
- 1941 : Qu'elle était verte ma vallée (How Green Was My Valley) de John Ford
- 1950 : Bunco Squad (en) de Herbert I. Leeds

## Films tournés en français
- 1930 : Le Spectre vert de Jacques Feyder
  - Garde la bombe
- 1931 : Le Fils de l'autre de Henry de La Falaise
  - Échec au roi
- 1934 : La Veuve joyeuse d'Ernst Lubitsch
- 1935 :Folies-Bergère de Marcel Achard et Roy Del Ruth